# Алькино (Башкортостан)
Алькино (баш. Әлкә) — село в Салаватском районе Башкортостана, административный центр Алькинского сельсовета.

## Географическое положение
Расстояние до:
- районного центра (Малояз): 15 км,
- ближайшей ж/д станции (Кропачёво): 14 км.

## История
Село основано башкирами Шайтан-Кудейской волости Сибирской дороги. Известна с 1795 года (по другим данным с 1739 года). Название, происходит от антропонима Әлкә (Алька) — имени одного из старшины рода Альки Булатова. 
Ранние документальные упоминания:
- 1816 год — в материалах V ревизии Алькино фигурирует как деревня Шайтан-Кудейской волости с населением около 80–100 человек.
- 1870 год — в «Списках населённых мест Уфимской губернии» указано 28 дворов и 158 жителей (башкиры и тептяри).

Основными занятиями жителей были земледелие, скотоводство и лесные промыслы.

#### XX век: советский период
- 1920-е годы — после образования Башкирской АССР Алькино вошло в Месягутовский кантон, а затем в Салаватский район.
- 1929 год — в период коллективизации создан колхоз имени Салавата и объединял деревни Алькино, хутора Филатовка и Шалупово. Его председателем был Мухтар Ахмадиев. В колхозе было более 1200 га пахотной земли, денег в колхозной кассе было очень мало. В период коллективизации были раскулачены 22 человека. Советское государство отбирала у них земли, машины, инвентарь, скот, хозяйственные постройки и передавала их колхозникам. Известно, что раскулаченные Каримов Насип с семьей , Шугаипов Хидият были сосланы на Сибирь.[3][4].
- Великая Отечественная война — многие жители села ушли на фронт, большая часть не вернулась. Имена участников увековечены в стелле, посвященной Победе в ВОВ и в Книге Памяти РБ. В списках на сегодняшний день числится 69 уроженцев из села Алькино.

## Население
| 2002 | 2009 | 2010 |
| ---- | ---- | ---- |
| 533  | ↗646 | ↘488 |

Численность населения села Алькино на протяжении его истории демонстрировала устойчивый рост в дореволюционный период, с последующими колебаниями в XX веке. Динамика численности населения по документальным источникам:
XIX век:
- 1816 год (V ревизия): ≈ 80-100 человек (ориентировочно, по средним показателям деревень волости)
- 1870 год: 158 жителей (78 мужчин, 80 женщин) в 28 дворах[6]
- 1896 год: 243 человека (123 мужчины, 120 женщин) в 42 дворах[7]

XX век:
- 1920 год: ≈ 300 жителей (по данным Месягутовского кантона)
- 1939 год: 342 жителя (Всесоюзная перепись)
- 1959 год: 287 жителей

Национальный состав
Согласно переписи 2002 года, преобладающая национальность — башкиры (94 %).

## Инфраструктура
Село известно благодаря музею Салавата Юлаева, родная деревня которого, Текеево, находилась в трёх километрах. На территории Текеево была открыта экотропа и парк «Салауат ере» — «Земля Салавата». Есть средняя школа, фельдшерско-акушерский пункт, дом культуры, библиотека.

## Религия
На территории села есть мечеть «Фуат».

## Известные уроженцы
- Шугаюпов, Вакиль Шакирович ( 29 августа 1936 - 28 июня 2017) — мастер по изготовлению и реставрации башкирских национальных музыкальных инструментов, Заслуженный деятель искусств БАССР (1988)[9][10].
- Гиниятуллин, Фуат Халилович (род. 3 мая 1954) — в его честь была построена мечеть «Фуат». Мечеть является мусульманским религиозным центром деревни.